# Punto di fusione congruente
In chimica e fisica, una sostanza solida si dice che ha un punto di fusione congruente quando passando allo stato liquido la composizione chimica rimane invariata. In caso contrario, il suo punto di fusione si dice incongruente. Lo stesso concetto può essere espresso dicendo che la sostanza in questione ha fusione congruente o incongruente.